# Pierre Levée de Moquebaril
La Pierre levée du Moquebaril (Moque Baril) est un menhir situé sur la commune de Nonville dans le département de Seine-et-Marne.

## Description
Le menhir est signalé pour la première fois en 1840. Il constitué d'une petite dalle grès haute de 1,10 m et large de 1,70 m à la base pour une épaisseur de 0,40 m. Il a été endommagé par un engin de chantier en 2001 et a fait l'objet d'une restauration partielle en 2002.